# 조선왕조실록
『조선왕조실록』 (朝鮮王朝實錄, 문화어: 조선봉건왕조실록(朝鮮封建王朝實錄))은 태조(1392년)부터 철종(1863년)까지 25대에 걸친 472년간 조선 왕조의 역사적 사실을 연월일순(年月日順)에 따라 편년체로 기술한 역사서이다. 별칭은 『조선실록』(朝鮮實錄)이다. 1997년 10월 1일 유네스코에 세계기록유산으로 등록되었다.

## 개요
『조선왕조실록』 은 총 1,894권 888책으로 이루어져 있으며, 총 49,646,667자의 방대한 내용을 포함하고 있다. 『조선왕조실록』은 1997년 10월 1일 유네스코에 세계기록유산으로 등록되었다. 현재 남아있는 정족산본 1,181책, 태백산본 848책, 오대산본 27책, 기타 산엽본 21책 총 2,077책이 유네스코 세계기록유산으로 등록 지정되었다.
『조선왕조실록』 은 공정성과 객관성을 지켜내기 위하여 매우 엄격한 규율에 따라 작성되었다. 왕의 실록은 반드시 해당 왕의 사후에 작성되었으며, 임금은 어떠한 경우에도 실록을 열람할 수 없었다. 사관들은 독립성과 비밀성을 부여 받아 사소한 사항까지도 왜곡없이 있는 그대로 작성할 수 있었다.
또 『조선왕조실록』에는 “사신(史臣)은 논한다. …”라는 형식으로 사관의 의견(일종의 논평)을 적을 수 있었다. 『조선왕조실록』 은 편찬될 때마다 여러 부를 활자로 더 인쇄하여 여러 곳에 나누어 보관하였기 때문에 임진왜란, 병자호란 등의 전쟁 시기에도 그 기록을 유지할 수 있었다.
일제강점기에 편찬된 대한제국의 고종실록과 순종실록은 일반적으로 『조선왕조실록』의 범주에 포함되지 않고 별도로 본다. 대한제국의 황제인 고종과 순종에 대한 실록은 국내외 상황이 불안정하여 편찬되지 못하고 있다가 일제강점기에 만들어졌다. 그러나 『고종태황제실록』 과 『순종효황제실록』 은 조선왕조실록의 편찬 규례(사관이 작성한 사초를 바탕으로 집필해야 한다 등)에도 맞지 않고, 일본 제국의 관점에 입각해 서술되었기 때문에 포함시키지 않는 견해가 지배적이다. 이 견해에 따라 『조선왕조실록』 은 철종(哲宗) 때까지의 실록을 의미하고 있다.

## 연혁

### 조선 전기
조선에서 실록을 편찬한 것은 1413년(태종 13)에 『태조실록』  월 22일(음력 3월 22일)에 완성한 것이 처음이며, 1426년(세종 8)에 『정종실록』  6권을 편찬하고 1431년(세종 13) 『태종실록』  36권을 편찬한 후, 태조·정종·태종의 3대 실록을 각 2부씩 등사하여 1부는 서울의 춘추관, 또 다른 1부는 고려 시대로부터 실록을 보관하던 충주사고에 보관하였다.
그러나 2부의 실록만으로는 그 보존이 매우 걱정되므로, 1445년(세종 27)에 다시 2부씩 더 등초하여 전주·성주에 사고(史庫)를 신설하고 각 1부씩 나누어 보관하였으며, 이후 역대의 실록을 편찬할 때마다 출판하여 춘추관·충주·전주·성주의 4사고에 각 1부씩 보관하였다. 다만 태조·정종·태종의 3대 실록은 활자화하지 못하고 처음에 등초한 그대로 보관하였다.

### 임진왜란과 실록
1592년(선조 25)에 임진왜란에 왜구에 의해 춘추관·충주·성주 3사고의 실록은 모두 소실되고, 오직 전주사고의 실록만 병화를 면할 수 있게 되었다.
당시 정부는 난중인데도 전주사고의 실록을 내장산 혹은 해주·강화도·묘향산 등지로 나누어 보관했다가, 평란 후 국가 재정이 곤란하고 물자가 모자람에도 불구하고 실록 재출판 사업을 일으켜, 1603년(선조 36) 7월부터 1606년(선조 39) 3월까지 2년 9개월에 『태조실록』부터 『명종실록』까지 13대의 실록 804권을 출판하였다.
이때 출판한 부수는 3부였으나 전주사고에 있던 실록 원본과 교정본(校正本)을 합하여 5부의 실록이 되었으므로 1부는 국가의 참고를 위하여 옛날과 같이 서울 춘추관에 두고, 다른 4부는 병화를 면할 수 있는 심산유곡(深山幽谷)과 도서(島嶼)를 택하여 강화도 마니산·경상북도 봉화군 태백산·평안북도 영변군 묘향산·강원도 평창군 오대산에 사고를 설치하고 각 1부씩 나누어 보관하였는데, 춘추관·태백산·묘향산에는 신간본, 마니산에는 전주실록, 오대산에는 교정본을 보관하였으며, 1617년(광해군 9) 『선조실록』을 편찬 출판한 후 또한 다섯 사고에 각 1부씩 보관했다.

### 조선 후기
그 후 춘추관에 보관했던 실록은 1624년(인조 2) 이괄(李适)의 난 때 또 다시 소실되어 완전히 없어지고, 묘향산 실록은 1633년(인조 11)에 만주에서 일어난 후금(後金)과의 관계가 악화되어 전라북도 무주군 적상산으로 이전하고, 마니산 실록은 1636년(인조 14) 병자호란 때 크게 파손되어 낙질(落帙) 낙장(落張)된 것이 많이 생겼다.
그 후 현종 때에 마니산 실록은 보수되었으나 춘추관 실록은 영원히 복구하지 못하였다. 그리고 마니산 실록은 1660년에 같은 강화도 내의 정족산성 안에 사고를 신설하고 1678년에 정족산 사고로 이전하였다.
인조 이후 실록은 정족산·적상산·오대산 사고의 실록만 남게 되었으며, 이후로 역대의 실록을 편찬할 때마다 출판하여 4사고에 추가 보존케 하였는데 전례에 따라서 정족산·태백산·적상산 사고에는 정인본, 오대산 사고에는 교정본을 보관하였다.
이렇게 하여 이 4사고의 실록은 일제 침략 당시까지 완전히 보전되었다.

### 일제 강점기
1910년 한일 병합 조약에 의해 대한제국이 멸망한 후 정족산 및 태백산 사고의 실록은 규장각 도서와 함께 전의 종친부(宗親府) 자리에 설치한 소위 조선총독부 학무과 분실(分室)로 옮기고, 적상산 사고의 실록은 이왕직(李王職 : 지금 구왕궁) 장서각에 옮겼으며, 오대산 사고의 실록은 도쿄 제국대학(東京帝国大学)에 가져다 두었는데 오대산본은 1923년 간토 대지진 당시에 788책 중 714책이 불타버렸고 일부 외부로 대출되었던 책들만 보존되어 오대산본 중 27책을 1932년에 경성제국대학(京城帝国大学)에 반환되었다. 정족산본과 태백산본은 1930년 규장각 도서와 함께 경성제국대학(京城帝国大学)으로 옮겨졌다.

### 해방 이후
이리하여 광복 당시까지 정족산본과 태백산본이 서울대학교 도서관에 남아 있고, 이왕직(李王職 : 지금 구왕궁)에 있는 적상산본은 광복 후 한국전쟁 당시 조선인민군이 탈취해 현재 조선민주주의인민공화국 평양시 인민대학습당에 소장되어 있다. 그러므로 현재 온전히 남아 있는 실록은 서울대학교 중앙도서관에 보관되어 있는 정족산본과 태백산본 정도이다.
한편, 2006년에는 일제강점기 당시 일본으로 유출된 오대산본 이 도쿄 대학으로부터 대한민국에 기증 형식으로 47책 이 전달 되었다.
문화재청에서는 소장처를 임시로 서울대 규장각으로 결정하여 서울대 규장각에서 보관하고 있다. 서울대 규장각에서는 소장처가 결정되기도 전에 규장각 소유라는 도장을 찍어 해당 도서를 훼손시켰다.

## 실록의 편찬과정
태조가 승하한 1409년 (태종 9년)에 태종은 하륜에게 명을 내려 전조의 예에 의하여 태조실록을 편찬하게 하였는데, 사관이었던 송포 등은 당대의 사람이 실록을 편찬하면 올바른 역사를 편찬할 수 없다는 이유로 반대하였다. 하지만 태종은 그 의견을 묵살하고 하륜으로 하여금 태조실록을 편찬하게 하였다.
다음 정종과 태종이 승하한 뒤 세종 5년에 정종실록과 태종실록을 편찬하려고 하였다. 이 때에도 두어 대 지난 뒤에 편찬할 것을 주장하는 사람이 있었으나, 세종은 이것을 묵살하고 이듬해 3월부터 변계량으로 하여금 이를 편찬하게 하여 1426년 (세종 8)과 1431년 (세종 13)에 각각 정종실록과 태종실록을 완성하였다. 이후 역대 임금의 실록은 그 임금이 사망한 뒤 곧 편찬하게 되었다.
조선왕조에서는 실록의 편찬을 위해 임시로 실록청 또는 찬수청을 설치하고 영의정 또는 좌 ․ 우의정 가운데 한 사람을 총재관에 임명하여 총지휘하게 하고, 대제학과 기타 글 잘하는 사람을 뽑아서 당상과 낭청에 임명하고, 도청과 일방 ․ 이방 ․ 삼방 등 각방으로 나누어서 편찬하였다.
일방 ․  이방 ․ 삼방 등 각방은 편찬자료를 수집하여 1차 원고인 초초(初草)를 작성하는 것이 그 임무이다. 세종이나 성종과 같이 재위연수가 길고 자료가 많은 임금의 실록은 6방으로 나누고, 세조나 명종과 같이 20년 내외로 재위한 임금의 실록은 3방으로 나누어서 편찬하였는데, 각 방은 연수를 평균 분담하였다. 예를 들면 명종의 경우 1방은 즉위년과 3․ 6․ 9․ 12․ 15․ 18․ 21의 8년을, 2방은 1․ 4․ 7․ 10․ 13․ 16․ 19․ 22의 8년을, 3방은 2․ 5․ 8․ 11․ 14․ 17․ 20의 7년을 담당하였다. 각 방이 연속한 8년 또는 7년을 담당하지 않고 두 해 건너 한 해씩 담당한 것은 연속한 3개년을 동시에 편찬하여 이것을 수정하는 도청에 넘기고, 다음 3년도 이와 같이 하여 빠른 시일 안에 편찬을 완료하려고 하였기 때문이다.
실록을 편찬하는 자료에 관해서는, 무오사화가 일어났을 때의 한 기술 가운데는 사초, 시정기, 승정원일기, 경연일기, 각사등록 등 상고할 수 있는 문서라면 모두 주워 모아 연대순으로 나누고 순서의 구별을 하여 편집하였다고 한다. 그러니까 실록의 편찬에는 정부의 모든 기관에서 기록한 문서류는 물론, 그밖에 개인의 문서까지도 참고가 되어 작성되었다.
하지만 실제로는 시정기가 이미 임금의 동정과 경연강론을 위시하여 승정원일기, 각사계사 중의 중요한 것, 소장(疏章)이나 제수의 표표한 자, 등과인원, 각사의 계하문서 등에 관한 자료를 참고하여 수찬된 것이기 때문에 기본 자료가 되었다. 중종 29년 6월에 실록에 대하여 “대저 시정기를 근본으로 실록을 마련하여 만세에 전한다.”라고 한 기록을 통해 알 수 있다. 한편 수집된 개인소장 사초(史草)는 전문 그대로 실록편찬시에 부입(附入)되었다.
이와 같이 시정기와 사초 등 모든 자료를 수집한 다음 각 방의 당상과 낭청이 날마다 실록청에 나와서 연월일 순의 편년체로 실록의 1차 원고인 초초(初草)를 작성하여 도청(都廳)에 넘긴다. 이것으로써 각 방의 임무는 끝난다. 다음으로 도청에서 낭청이 먼저 초초를 교열하여 잘못된 것은 정정하고 빠진 것은 추가하고 불필요한 것은 삭제하여 2차 원고인 중초(中草)를 작성한다. 그러면 실록 편찬의 최고 책임자인 총재관과 도청당상이 중초를 교열하여 문장과 체제를 통일함과 동시에 또한 많은 필삭을 가하여 정초(正草)를 만들었는데, 이것으로 실록이 완성되는 것이다.
이처럼 초초와 중초, 정초의 세 단계를 거쳐서 완성되면 곧 인쇄하여 사고(史庫)에 봉안하고, 실록의 기본 자료였던 춘추관 시정기와 사관의 사초 및 실록의 초초와 중초, 정초 등은 모두 세초(洗草)하였다. 이는 기밀의 누설을 방지함과 동시에 종이를 재생하기 위함이었다.

## 목록
| 순서 | 제목              | 권  | 책  | 편찬 연도           | 정식 제목               | 기타                                              |
| ---- | ----------------- | --- | --- | ------------------- | ----------------------- | ------------------------------------------------- |
| 1    | 태조실록          | 15  | 3   | 1413년 (태종 13년)  | [ a ]                   |                                                   |
| 2    | 정종실록          | 6   | 1   | 1426년 (세종 8년)   | 공정왕실록 (恭靖王實錄) | 숙종 대에 묘호를 올리면서 "정종대왕실록"으로 개칭 |
| 3    | 태종실록          | 36  | 16  | 1431년 (세종 13년)  | [ b ]                   |                                                   |
| 4    | 세종실록          | 163 | 67  | 1454년 (단종 2년)   | [ c ]                   |                                                   |
| 5    | 문종실록          | 13  | 6   | 1455년 (세조 1년)   | [ d ]                   |                                                   |
| 6    | 단종실록          | 14  | 6   | 1469년 (예종 1년)   | 노산군일기 (魯山君日記) | 추존 후에 "단종대왕실록(端宗大王實錄)"으로 개칭   |
| 7    | 세조실록          | 49  | 18  | 1471년 (성종 2년)   | [ e ]                   |                                                   |
| 8    | 예종실록          | 8   | 3   | 1472년 (성종 3년)   | [ f ]                   |                                                   |
| 9    | 성종실록          | 297 | 47  | 1499년 (연산군 5년) | [ g ]                   |                                                   |
| 10   | 연산군일기        | 63  | 17  | 1509년 (중종 4년)   | 연산군일기 (燕山君日記) |                                                   |
| 11   | 중종실록          | 105 | 53  | 1550년 (명종 5년)   | [ h ]                   |                                                   |
| 12   | 인종실록          | 2   | 2   | 1550년 (명종 5년)   | [ i ]                   |                                                   |
| 13   | 명종실록          | 34  | 21  | 1571년 (선조 4년)   | [ j ]                   |                                                   |
| 14   | 선조실록          | 221 | 116 | 1616년 (광해군 8년) | [ k ]                   |                                                   |
| 14   | 선조수정실록      | 42  | 8   | 1657년 (효종 8년)   | [ l ]                   |                                                   |
| 15   | 광해군일기 중초본 | 187 | 64  | 1633년 (인조 11년)  | 광해군일기 (光海君日記) |                                                   |
| 15   | 광해군일기 정초본 | 187 | 40  | 1653년 (효종 4년)   | 광해군일기 (光海君日記) |                                                   |
| 16   | 인조실록          | 50  | 50  | 1653년 (효종 4년)   | [ m ]                   |                                                   |
| 17   | 효종실록          | 21  | 22  | 1661년 (현종 2년)   | [ n ]                   |                                                   |
| 18   | 현종실록          | 22  | 23  | 1677년 (숙종 3년)   | [ o ]                   |                                                   |
| 18   | 현종개수실록      | 28  | 29  | 1683년 (숙종 9년)   | [ p ]                   |                                                   |
| 19   | 숙종실록          | 65  | 73  | 1728년 (영조 4년)   | [ q ]                   | 숙종실록보궐정오(肅宗實錄補闕正誤)가 합쳐져 있음  |
| 20   | 경종실록          | 15  | 7   | 1732년 (영조 8년)   | [ r ]                   |                                                   |
| 20   | 경종수정실록      | 5   | 3   | 1781년 (정조 5년)   | [ s ]                   |                                                   |
| 21   | 영조실록          | 127 | 83  | 1781년 (정조 5년)   | [ t ]                   | "영조"로 묘호가 바뀜                              |
| 22   | 정조실록          | 54  | 56  | 1805년 (순조 5년)   | [ u ]                   | "정조"로 묘호가 바뀜                              |
| 23   | 순조실록          | 34  | 36  | 1838년 (헌종 4년)   | [ v ]                   | "순조"로 묘호가 바뀜                              |
| 24   | 헌종실록          | 16  | 9   | 1851년 (철종 2년)   | [ w ]                   |                                                   |
| 25   | 철종실록          | 15  | 9   | 1865년 (고종 2년)   | [ x ]                   |                                                   |

- 연산군(10대 왕)과 광해군(15대 왕)은 폐위되었기 때문에 그들의 실록은 일기로 낮추어 부른다.

1. ↑  태조강헌대왕실록(太祖康獻大王實錄)
2. ↑  태종공정대왕실록(太宗恭定大王實錄)
3. ↑  세종장헌대왕실록
(世宗莊憲大王實錄)
4. ↑  문종공순대왕실록
(文宗恭順大王實錄)
5. ↑  세조혜장대왕실록(世祖惠莊大王實錄)
6. ↑  예종양도대왕실록(睿宗襄悼大王實錄)
7. ↑  성종강정대왕실록(成宗康靖大王實錄)
8. ↑  중종공희휘문소무흠인성효대왕실록(中宗恭僖徽文昭武欽仁誠孝大王實錄)
9. ↑  인종영정헌문의무장숙흠효대왕실록(仁宗榮靖獻文懿武章肅欽孝大王實錄)
10. ↑  명종대왕실록(明宗大王實錄)
11. ↑  선조소경대왕실록(宣祖昭敬大王實錄)
12. ↑  선조소경대왕수정실록(宣祖昭敬大王修正實錄)
13. ↑  인조대왕실록(仁祖大王實錄)
14. ↑  효종대왕실록(孝宗大王實錄)
15. ↑  현종순문숙무경인창효대왕실록(顯宗純文肅武敬仁彰孝大王實錄)
16. ↑  현종순문숙무경인창효대왕개수실록(顯宗純文肅武敬仁彰孝大王改修實錄)
17. ↑  숙종현의광륜예성영렬장문헌무경명원효대왕실록(肅宗顯義光倫睿聖英烈章文憲武敬明元孝大王實錄)
18. ↑  경종덕문익무순인선효대왕실록(景宗德文翼武純仁宣孝大王實錄)
19. ↑  경종덕문익무순인선효대왕수정실록(景宗德文翼武純仁宣孝大王修正實錄)
20. ↑  영종지행순덕영모의열장의홍륜광인돈희체천건극성공신화대성광운개태기영요명순철건건곤녕익문선무희경현효대왕실록(英宗至行純德英謨毅烈章義弘倫光仁敦禧體天建極聖功神化大成廣運開泰基永堯明舜哲乾健坤寧翼文宣武熙敬顯孝大王實錄)
21. ↑  정종문성무열성인장효대왕실록(正宗文成武烈聖仁莊孝大王實錄)
22. ↑  순조연덕현도경인순희문안무정헌경성효대왕실록(純祖淵德顯道景仁純禧文安武靖憲敬成孝大王實錄)
23. ↑  헌종경문위무명인철효대왕실록(憲宗經文緯武明仁哲孝大王實錄)
24. ↑  철종희륜정극수덕순성문현무성헌인영효대왕실록(哲宗熙倫正極粹德純聖文顯武成獻仁英孝大王實錄)

### 대한제국 실록
- 고종실록, 순종실록 두 실록은 전통적인 실록 편찬 방식으로 편찬되지 않은 실록이다.
- 고종과 순종실록은 일제강점기때 만들어 졌기에 실록에 포함되지 않는다.(하지만 역사적 연구자료로써 실록에 포함한다.)
- 순종실록부록은 경술국치 이후부터 순종 승하까지의 기록이 담겨져있다.

| 순서 | 제목         | 권 | 책 | 편찬 연도 | 정식 제목 | 기타 |
| ---- | ------------ | -- | -- | --------- | --------- | ---- |
| 26   | 고종실록     | 52 | 52 | 1934년    | [ a ]     |      |
| 27   | 순종실록     | 22 | 8  | 1934년    | [ b ]     |      |
| -    | 순종실록부록 | 17 | 3  | 1934년    | [ c ]     |      |

1. ↑  고종통천융운조극돈륜정성광의명공대덕요준순휘우모탕경응명입기지화신열외훈홍업계기선력건행곤정영의홍휴수강문헌무장인익정효태황제실록(高宗統天隆運肇極敦倫正聖光義明功大德堯峻舜徽禹謨湯敬應命立紀至化神烈巍勳洪業啓基宣曆乾行坤定英毅弘休壽康文憲武章仁翼貞孝太皇帝實錄)
2. ↑  순종문온무녕돈인성경효황제실록(純宗文溫武寧敦仁誠敬孝皇帝實錄)
3. ↑  순종문온무녕돈인성경효황제실록부록(純宗文溫武寧敦仁誠敬孝皇帝實錄附錄)

## 기년법
기년법이란 과거의 어떤 해를 기점으로 해서 해를 통산하는 방법으로, 조선시대에는 일세일연호제(一世一年號制)로 한 명·청의 연호를 차용하였기 때문에, 조선왕조실록에서는 국왕의 즉위한 해 또는 즉위한 다음 해를 원년으로 삼아 해를 헤아렸다.
- 유년칭원법(踰年稱元法) : 국왕의 즉위한 다음 해를 원년으로 삼는다. 조선시대 기년법의 원칙이다. 이는 선대왕을 존중하여 그 연호를 사용 중에 바꿀 수 없다는 유교적 효 사상의 영향이 적용된 것이다.
- 즉위년칭원법(卽位年稱元法) : 국왕의 즉위한 해를 원년으로 삼는다. 정변, 새 왕조 창건 등으로 선대왕(先代王)을 반드시 존중하여 그 업적을 인정하지 아니할 때에만 사용하였다.

## 보존 및 번역
1929년부터 1932년까지 4년 동안에 경성제국대학에서 태백산본을 저본(底本)으로 하여 실록 전체를 사진판으로 영인한 일이 있다. 그러나 이때 겨우 30부밖에 출판하지 않았으며, 그것도 대부분 일본으로 가져가고 한국에는 총 8부밖에 두지 아니하였다.
광복 후 국내외를 막론하고 한국의 역사와 문화를 연구할 경우에 이 실록의 절대적인 보급의 필요를 느껴 정음사(正音社)에서 간행에 착수하다가 중단되었다. 1955년부터 1958년까지 4년 동안에 대한민국에서는 국사편찬위원회가 태백산본을 8분의 1로 축쇄 영인하여 국배판(菊倍版) 양장본(洋裝本) 48책으로 간행하여 국내 각 도서관은 물론 구미(歐美) 각국의 중요한 대학도서관에 보관되어 있다.
북한에서는 1980년에 『리조실록』의 이름으로 번역본을 전 400권 발행했고, 1994년에 대한민국에서도 현대 한국어로 번역해서 발행했다. 1953년 이래 일본 가쿠슈인(學習院) 동방문화연구소에서 영인본으로 축쇄 간행하고 있다.

### 전산화
현재 대한민국 국사편찬위원회는 조선왕조실록 전부를 전산화하여 일반에게 공개하고 있다.

### 번역 오류의 지적
기존 조선왕조실록의 한글본을 비롯하여 훈민정음 해례본, 직지심체요절, 승정원일기, 일성록, 조선왕조의궤, 팔만대장경판, 동의보감 등 고전 번역의 주체가 다른데다 시간과 예산에 쫓기다보니 오역 투성이라는 지적이 나왔다.  고전번역원이 재번역 5개년 계획에 영역 스케줄을 맞춰 전문인력을 양성하고 속성 국역본의 오류를 잡아야한다는 조언이다.

## 의의
조선왕조실록은 조선 시대사 연구의 근본 자료가 되는 것은 말할 것도 없거니와, 정치·경제·법률·문학·외교·군사·산업·교통·통신·미술·공예·종교 기타 무엇이든지 한국 문화, 역사를 연구하려면 꼭 필수로 연구할 서적이다.
특히 조선 초,중기 조선왕조실록의 사관은 왕이 기록하지 말라고 한 사소한 것도 기록 한 것, 재위 중인 왕 및 다음 왕까지 실록 확인을 하지 못하는 점으로 보아 유네스코 세계기록유산 에 등재될만큼 객관적이고, 실록의 왕의 실제 성격을 알 수 있는 한국사 연구에 매우 중요한 증거로 평가받는다.
하지만  오로지 궁정(宮廷)을 중심으로 한 사건의 기록이어서 지방의 실정을 단적으로 나타내지 못하는 흠도 있다. 또한 선조 때부터의 실록은 기사가 점차 간략되었고, 또 붕당정치의 당쟁 때문에 내정에 관한 기사는 다소 조작 및 순화한 아쉬운 부분이 존재한다. 그 반면 외교에 관한 기사는 꾸밈이 적고, 중국·만주·일본·유구(琉球) 등과의 교섭 기록도 매우 많이 존재하여 동아시아사 연구의 사료로도 많이 이용된다.

## 대중 문화 속 조선왕조실록
조선왕조실록의 기록은 조선시대를 배경으로 하는 대중문화 작품의 기초적인 토대가 되었으며, 실제 기록을 고증하거나 재해석한 작품도 있으며 아예 조선왕조실록의 기록을 모티브로 한 허구를 다룬 작품이 존재한다.

## 사진

광해군일기

## 같이 보기
- 일성록
- 승정원일기
- 유네스코
- 세계기록유산
- 조선왕조실톡
- 수직상체일기

## 참고 자료
- 이 문서에는 다음커뮤니케이션(현 카카오)에서 GFDL 또는 CC-SA 라이선스로 배포한 글로벌 세계대백과사전의 "〈양반관료의 문화〉" 항목을 기초로 작성된 글이 포함되어 있습니다.